# Унсал II
Унсал II (*араб. ونسة الثاني; д/н — 1692) — 14-й макк (султан) Сеннару в 1681—1692 роках.

## Життєпис
Походив з династії Фунджі. Син Насіра. Про нього обмаль відомостей. Посів трон 1681 року після смерті свого стрийка — макка Баді II. 1685 року зумів захопити державу Фазуглі на півдні, отримавши владу над багатими золотоносними областями.
За час його панування країна зазнала потужної посухи, голоду і великої епідемії віспи у 1680-х роках, що завдали потужного удару по господарству, зменшивши населення та послабивши військову потугу Сеннарського султанату.
Помер 1692 року. Йому спадкував син Баді III.